# Meghalaya
Meghalaya (hindi मेघालय, trb.: Meghalaja, trl.: Meghālaya; ang. Meghalaya) — stan w północno-wschodnich Indiach. Stolicą stanu i zarazem jego największym miastem jest Shillong. 
Stan został utworzony 25 stycznia 1971 roku. 
Stan Meghalaya jest często określany najbardziej wilgotnym stanem Indii, z opadami rocznymi na poziomie 12,000 mm. Ponad 70% obszaru całego stanu jest zalesione.  

## Podział administracyjny
Stan Meghalaya dzieli się na następujące okręgi:

1. Garo Południowe
2. Garo Wschodnie
3. Garo Zachodnie
4. Khasi Wschodnie
5. Khasi Zachodnie
6. Jaintia
7. Ri-Bhoi

## Historia
Wraz z innymi sąsiadującymi ze sobą północno-wschodnimi stanami Indii Meghalaya była również ośrodkiem zainteresowań archeologicznych. Ludzie żyli tu od epoki neolitu. Odkryte do tej pory stanowiska neolityczne odkryto głównie w wysokich miejscach, takich jak góry Khasi i Garo tutaj, a także w sąsiednich stanach. Tutaj neolityczny styl zmiany upraw jest nadal w praktyce. Znajdujący się tu płaskowyż górski wraz z glebą bogatą w minerały pomaga zapobiegać powodziom nawet przy obfitych opadach deszczu. 
Przywiązuje się wagę do krajowej komercjalizacji upraw niełuskanych. Wśród konkurencyjnych teorii na temat pochodzenia ryżu, zgodnie z teorią Iona Glovera, „Indie są ośrodkiem największej różnorodności udomowionego ryżu z ponad 20 000 zidentyfikowanych gatunków, a północno-wschodnie Indie są pojedynczym najkorzystniejszym regionem pochodzenia udomowionego ryżu.
Ograniczone badania archeologiczne prowadzone na wzgórzach Meghalaya sugerują, że ludzie żyli tu od czasów starożytnych.
Współczesna historia
Meghalaya powstała 21 stycznia 1972 roku w wyniku oddzielenia od Asamu dwóch dużych dystryktów stanu Asam, United Khasi Hills i Jaintia Hills. Status półautonomiczny uzyskał w 1970 r., a następnie uzyskał pełną państwowość.
Przed dostaniem się pod panowanie brytyjskie w XIX wieku plemiona Garo, Khasi i Jaintia miały własne państwa. Później w 1935 roku Brytyjczycy podporządkowali ówczesną Meghalaya Assamowi. [14] -Posiadał niezależny status. Meghalaya została nowo utworzona 16 października 1905 r. po podziale Bengalu przez lorda Curzona. Prowincja stała się częścią Bengalu Wschodniego i Asamu. Jednak kiedy ten podział został odwrócony w 1912 r., Meghalaya stała się częścią Assamu. W dniu 3 stycznia 1921 r., zgodnie z sekcją 52A ustawy rządu Indii z 1919 r., Generalny Gubernator w Radzie, z wyjątkiem stanu Khasi w Meghalaya, wszystkie obszary uznano za obszary zacofane. Następnie administracja brytyjska uchwaliła to na mocy ustawy o rządzie Indii z 1935 r. Na mocy tej ustawy obszary zacofane podzielono na dwie kategorie – wyłączone i częściowo wyłączone.
W momencie uzyskania niepodległości w 1947 r. dzisiejsza Meghalaya składała się z dwóch okręgów stanu Assam, a region był ograniczonym regionem autonomicznym podlegającym stanowi Asam.
Zapotrzebowanie na odrębny stan górski zaczęło pojawiać się w 1960 r. zgodnie z ustawą o reorganizacji Assam (Meghalaya) z 1969 r. Meghalaya uzyskała status autonomiczny, utworzono państwo. Ustawa ta weszła w życie 2 kwietnia 1970 r. i tym samym z Asamu narodziło się autonomiczne państwo o nazwie Meghalaya. Zgodnie z szóstym załącznikiem do konstytucji Indii, to autonomiczne państwo ma 37-osobowe Zgromadzenie Ustawodawcze.
W 1971 r. parlament uchwalił ustawę o reorganizacji północno-wschodniej części kraju, na mocy której Meghalaya uzyskała pełną państwowość 21 stycznia 1972 r. i utworzyła własne Zgromadzenie Legislacyjne Meghalaya.